# Đồng hồ báo thức thời gian thực
Đồng hồ báo thức thời gian thực là một tính năng dùng để cho phép máy tính 'thức dậy' sau khi tắt để thực hiện các tác vụ mỗi ngày hoặc vào một thời điểm nhất định. Đôi khi có thể tìm thấy nó trong phần 'Quản lý nguồn' trong thiết lập BIOS của bo mạch chủ. Tuy nhiên, các thiết lập BIOS mới hơn không bao gồm tùy chọn báo thức thời gian thực dù nó vẫn có thể được đặt từ bên trong các ứng dụng của người dùng. Wake On LAN, Wake on ring và các chức năng IPMI cũng có thể được sử dụng để khởi động máy tính sau khi tắt.
Trong Linux, đồng hồ báo thức thời gian thực có thể được đặt hoặc truy xuất bằng cách sử dụng/Proc/acpi/alarm hoặc /sys/class/rtc/rtc0/wakealarm. Ngoài ra, tiện ích rtcwake có thể được sử dụng để ngăn sự cố khi sử dụng giờ địa phương thay vì UTC bằng cách tự động xử lý tệp /etc/adjtime. systemd có thể được sử dụng để đánh thức hệ thống và chạy một tác vụ tại thời điểm cụ thể.
Trong Microsoft Windows, nhiều chương trình có thể "đánh thức" máy tính từ chế độ chờ hoặc ngủ đông. Có thể dùng cài đặt Task Scheduler hẹn giờ bật máy tính để chạy tác vụ.